# György István (filmrendező, 1899–1958)
György István (Budapest, 1899. november 29. – Budapest, 1958. április 14.) magyar filmrendező, forgatókönyvíró, festőművész.

## Életpályája
György Mária fia. Egyetemi tanulmányait a Képzőművészeti Főiskola festő szakán végezte el. Az első világháború után  rendezőasszisztens lett. 1927-ben készült első önálló filmje. A második világháborút követően nem dolgozhatott tovább a filmszakmában.
Felesége 1925-től Grosch Irén, majd annak halála után Kilényi Gizella Janka volt, akit 1934. október 28-án Budapesten, az Erzsébetvárosban vett nőül.
Sírja a Farkasréti temetőben található.

## Filmjei

### Rendezőként
- A két bimbó (1922)
- A gazember (1922)
- Hazudik a muzsikaszó (1922)
- Juszt is megnősülök (1927) (forgatókönyvíró is)
- Aggyisten Biri (1927) (forgatókönyvíró is)
- Tavasz a viharban (1929) (forgatókönyvíró is)
- Száll a nóta (1929) (forgatókönyvíró is)
- A bor (1933) (vágó is)
- Az iglói diákok (1934)
- A nagymama (1936) (forgatókönyvíró is, Farkas Imrével)
- Zivatar Kemenespusztán (1936) (forgatókönyvíró is)
- A királyné huszárja (1936)
- Az örök titok (1938)
- Fehérvári huszárok (1939) (vágó is)
- Sárga rózsa (1940)
- Göre Gábor visszatér (1940) (forgatókönyvíró is)
- Beáta és az ördög (1940) (forgatókönyvíró is)
- Enyém vagy (1942) (vágó és forgatókönyvíró is)

### Vágóként
- Csókolj meg, édes! (1932)
- Piri mindent tud (1932)
- A bor (1933)
- Márciusi mese (1934)
- Családi pótlék (1937)
- Fehérvári huszárok (1938)
- Álomsárkány (1939)
- Nem loptam én életemben (1939)
- Az éjszaka lánya (1943)

### Tanácsadóként
- Isten tenyerén (1939)

### Producerként
- Sárga csikó (1936)